# Anaitz Arbilla
Anaitz Arbilla Zabala, né le 15 mai 1987 à Pampelune (Espagne), est un footballeur espagnol qui évolue au poste de défenseur à la SD Eibar.

## Biographie
Il atteint les demi-finales de la Coupe d'Espagne en 2015 avec l'Espanyol de Barcelone.
Il joue plus de 100 matchs en première division espagnole.